# Morten Hammer
Morten Hammer (født 30. januar 1739 i Nykøbing på Falster, død 31. januar 1809) var en dansk præst.
Faderen, der døde på sønnens fødselsdag, var borgmester og hospitalsforstander. Moderen hed Anne, født Hvalsøe (død 1756). Da han var 9 år gammel, fik han kancelliråd, regimentskvartermester Carl Adolph Rothe til stiffader og opvoksede således i samme hjem som Casper Peter Rothe og Tyge Rothe. I 1755 blev han student fra Slagelse Skole og tog 1759 attestats. Han var derefter et par år alumn på Elers' Kollegium. En af hans disputatser her, om modersmålets dyrkelse, viser påvirkningen af Tyge Rothe. I 1765 blev han med successionsløfte adjungeret sin gamle frænde præsten Hans Hammer i Helsinge og Valby i Nordsjælland og ægtede, få måneder efter, dennes datter Sara Hammer (død 1771). Da svigerfaderen døde 1773, fik han sognekaldet i hans sted og forblev i dette embede til sin død. Allerede før han blev præst, havde han i Forsøg i de skjønne og nyttige Videnskaber meddelt flere "Poesier", som må have fundet bifald hos det patriotiske selskab, som udgav "Forsøgene". Men utilladelig pinte han digtermusen, da han 1772 fandt sig beføjet til at udgive et hæfte salmer i anledning af Struensees og Brandts proces, "ikke for at spotte Elendigheden og bande Statsfangerne", men "for at bede for disse ulykkelige og redde Guds Ære og Syndernes Sjæle". Om lignende takt vidner et andet arbejde af ham, Præste-Poem om Landbosagen med uforgribelig prosaisk Tilgift, mest i Hensyn paa Præsternes Indkomst og især Tienden, udi Rabeners Smag (1787). Det er en jammerklage over de slette landboforhold og præsternes ynkelige økonomiske forfatning; men skriftet blev allerede af samtidens kritik stærkt medtaget på grund af dets vidtdrevne smagløshed. Året efter sin første hustrus død havde han ægtet en præstedatter fra nabosognet Vejby, Christiane Gad (død 1830).